# إريك فايسه
إريك فايسه (بالإنجليزية: Erik Wiese)‏ هو منتج تلفزيوني ورسام رسوم متحركة أمريكي، ولد في القرن العشرين.

## وصلات خارجية
- إريك فايسه على موقع IMDb (الإنجليزية)
- إريك فايسه على موقع قاعدة بيانات الفيلم (الإنجليزية)